# 門脇才蔵
門脇 才蔵（かどわき さいぞう、1871年4月6日〈明治4年2月17日〉 - 没年不明）は、日本の実業家、地主、鳥取県多額納税者。旧姓・河本。

## 経歴
河本伝九郎の二男。先代元右衛門の養子となり、1921年に家督を相続する。農業を営む。また所子信用組合理事、博愛病院監査役、米子銀行取締役などをつとめる。

## 人物
米子銀行の大株主である。貴族院多額納税者議員選挙の互選資格を有する。住所は鳥取県西伯郡所子村（現大山町）。

## 家族・親族
門脇家
- 祖母・よし（1838年 - ?、鳥取、河本長平の長女）[5][7]
- 養母・なみ（1867年 - ?、河本伝九郎の二女）[5][7]
- 養父・元右衛門[5][7]
- 妻・チヨノ[5]、あるいはチヨ[7]（1885年 - ?、島根、園山善之助の妹）[5][7]
- 長男・章太郎[5][12]（1901年 - 1971年、農業、鳥取県多額納税者[12]、山陰合同銀行常務取締役）
  - 同妻・文子（1901年 - ?、島根、福田孫太郎の二女）[5][7]
  - 同長男・卓爾[5][7]（1925年 - 2012年、哲学者、学習院大学名誉教授）
- 二男・禎二郎（1912年 - ?、農業）[12]
- 二女・和子（1902年 - ?、島根、大村義雄の妻）[5][7][12]
- 孫[5][7]

親戚
- 大村貞蔵（農業、島根県多額納税者、松江銀行常務取締役）